# Eleccions al Parlament Europeu de 1979

Bandera del Parlament Europeu del 1973 al 1983.

Les eleccions al Parlament Europeu de 1979 van ser una sèrie d'eleccions parlamentàries celebrades en els estats membres de la Comunitat Econòmica Europea entre el 7 i el 10 de juny. Van ser les primeres eleccions europees que es van celebrar, permetent als ciutadans elegir 410 diputats al Parlament Europeu, i també les primeres eleccions internacionals de la història.

## Antecedents
El Tractat de Roma, que va establir les Comunitats Europees, especificava que el Parlament Europeu havia de ser triat per sufragi universal mitjançant un sistema de votació comuna. El Consell de la Unió Europea era responsable de la creació de les eleccions, però es va ajornar. Com a mesura provisional, els membres van ser nomenats al Parlament pels estats membres dels seus propis parlaments nacionals, com ho havien fet des de l'Assemblea Comuna.
El Parlament no estava satisfet amb això i va amenaçar de portar el Consell al Tribunal de Justícia Europeu. El Consell finalment va acceptar les eleccions i les primera convocatòria es va celebrar el 1979 després que es presentessin propostes a mitjan anys setanta. La qüestió d'un mètode de votació comuna es va deixar indefinida i els mètodes de votació van variar d'un estat membre a un altre.

## Aspectes rellevants

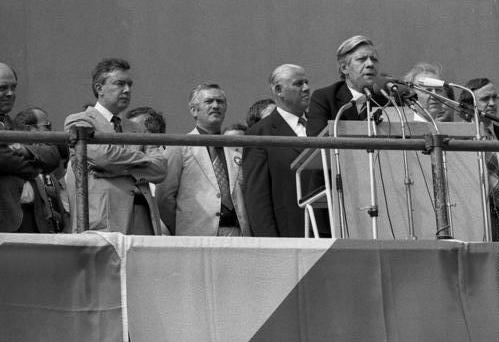
Helmut Schmidt en la ruta de campanya el 1979.

Les campanyes van variar segons l'estat i la família política dels candidats. L'excanceller alemany, el socialdemòcrata Willy Brandt, va fer una campanya internacional a França, Itàlia, Luxemburg i els Països Baixos per impulsar la Confederació dels Partits Socialistes de la Comunitat Europea. D'altra banda, l'exprimer ministre de França Jacques Chirac va utilitzar les eleccions per mesurar la seva popularitat contra el llavors president de França Valéry Giscard d'Estaing, en anticipació d'una candidatura presidencial el 1981.
En aquells moments no existia cap normativa que reconegués els partits polítics a la Comunitat Econòmica Europea, però si existien tres grans faccions organitzades, la Confederació dels Partits Socialistes de la Comunitat Europea, agrupant els partits socialdemòcrates, el Partit Popular Europeu, que agrupava partits conservadors i demòcrates-cristians, i la Federació de Partits Liberals i Demòcrates a Europa, que agrupava partits liberals i centristes. La resta de partits, si bé s'agrupaven en grups parlamentaris, com els partits comunistes, no tenien una coordinació estable més enllà de la dinàmica parlamentària.
Posteriorment, es van desclassificar documents de l'Agència Central d'Intel·ligència (CIA) dels Estats Units que marcaven que el paper del Parlament Europeu en aquestes primeres eleccions continuava sent limitat i inferior al que es deia que era. A més, aquestes eleccions estaven fragmentades per una lògica política nacional en absència d'un partit polític europeu i d'un govern europeu.

## Sistema electoral
En aquell moment no hi havia normes sobre el sistema d'elecció a utilitzar. El Regne Unit va fer servir un sistema de votació plural per a múltiples circumscripcions petites a la Gran Bretanya i el vot únic transferible a Irlanda del Nord, mateix sistema que la República d'Irlanda, però els altres estats membres van emprar la representació proporcional per a circumscripcions menys grans (normalment l'estat membre en si mateix com a circumscripció única), encara que amb diferents mètodes d'assignació d'escons.

### Nombre d'escons
El nombre d'escons dels nou estats membre de la Comunitat Econòmica Europea al Parlament es van assignar segons la població, i en alguns casos es van dividir en circumscripcions.
| Estat membre | Escons |               | Estat membre | Escons    |    | Estat membre | Escons |
| França       | 81     | Regne Unit    | 81           | Dinamarca | 16 |              |        |
| RFA          | 81     | Països Baixos | 25           | Irlanda   | 15 |              |        |
| Itàlia       | 81     | Bèlgica       | 24           | Luxemburg | 6  |              |        |
|              |        |               |              |           |    | Total:       | 410    |

### Dates de les eleccions
Les eleccions es van celebrar en dues dates en els diversos estats membres de les Comunitats Europees, sempre dins del rang de quatre dies acordat, i que en aquesta ocasió van ser del dijous 7 de juny al diumenge 10 de juny.
| 7 de juny                                      | 10 de juny                                               |
| ---------------------------------------------- | -------------------------------------------------------- |
| Dinamarca, Irlanda, Països Baixos i Regne Unit | Alemanya Occidental, Bèlgica, França, Itàlia i Luxemburg |

## Resultats
Els partits socialdemòcrates agrupats a la Confederació Europea de Partits Socialistes van guanyar la majoria d'escons amb 111 eurodiputats per davant dels partits conservadors i demòcrates-cristians del Partit Popular Europeu que van aconseguir 106 escons. Els partits liberals i centristes de la Federació de Partits Liberals i Demòcrates a Europa van sumar un total de 34 diputats europeus.
Si bé, aquests resultats no van ser oficials fins al 22 d'octubre de 1979, moment en què el Consell Constitucional francès va modificar el resultat de les eleccions europees a l'estat, concedint una acta parlamentària al Partit Socialista (Edgard Pisani) en detriment de la Unió per a la Democràcia Francesa (Michel Debatisse).
| Facció Europea                                                                     | Facció Europea                                                        | MEP                                                                   | MEP                                                                   | %                                                                     | MEP | MEP | %      |
| ---------------------------------------------------------------------------------- | --------------------------------------------------------------------- | --------------------------------------------------------------------- | --------------------------------------------------------------------- | --------------------------------------------------------------------- | --- | --- | ------ |
|                                                                                    | Confederació dels Partits Socialistes de la Comunitat Europea (UPSCE) | Confederació dels Partits Socialistes de la Comunitat Europea (UPSCE) | Confederació dels Partits Socialistes de la Comunitat Europea (UPSCE) | Confederació dels Partits Socialistes de la Comunitat Europea (UPSCE) | 111 |     | 27,07% |
| Partit Socialdemòcrata d'Alemanya (SPD)                                            | 35                                                                    |                                                                       | 8,54%                                                                 |                                                                       | 111 |     | 27,07% |
| Partit Socialista [en coalició amb el Partit Radical d'Esquerra]                   | 20                                                                    |                                                                       | 4,87%                                                                 |                                                                       | 111 |     | 27,07% |
| Partit Laborista                                                                   | 17                                                                    |                                                                       | 4,15%                                                                 |                                                                       | 111 |     | 27,07% |
| Partit Socialista Italià                                                           | 9                                                                     |                                                                       | 2,20%                                                                 |                                                                       | 111 |     | 27,07% |
| Partit del Treball (P.v.d.A)                                                       | 9                                                                     |                                                                       | 2,20%                                                                 |                                                                       | 111 |     | 27,07% |
| Partit Socialista                                                                  | 4                                                                     |                                                                       | 0,98%                                                                 |                                                                       | 111 |     | 27,07% |
| Partit Laborista (Lab)                                                             | 4                                                                     |                                                                       | 0,98%                                                                 |                                                                       | 111 |     | 27,07% |
| Partit Socialista Democràtic Italià                                                | 4                                                                     |                                                                       | 0,98%                                                                 |                                                                       | 111 |     | 27,07% |
| Partit Socialista Flamenc                                                          | 3                                                                     |                                                                       | 0,73%                                                                 |                                                                       | 111 |     | 27,07% |
| Socialdemòcrates                                                                   | 3                                                                     |                                                                       | 0,73%                                                                 |                                                                       | 111 |     | 27,07% |
| Siumut                                                                             | 1                                                                     |                                                                       | 0,24%                                                                 |                                                                       | 111 |     | 27,07% |
| Partit Socialista dels Treballadors (LSAP)                                         | 1                                                                     |                                                                       | 0,24%                                                                 |                                                                       | 111 |     | 27,07% |
| Partit Socialdemòcrata i Laborista                                                 | 1                                                                     |                                                                       | 0,24%                                                                 |                                                                       | 111 |     | 27,07% |
|                                                                                    | Partit Popular Europeu (PPE)                                          | Partit Popular Europeu (PPE)                                          | Partit Popular Europeu (PPE)                                          | Partit Popular Europeu (PPE)                                          | 106 |     | 25,85% |
| Unió Demòcrata Cristiana d'Alemanya (CDU)                                          | 34                                                                    |                                                                       | 8,29%                                                                 |                                                                       | 106 |     | 25,85% |
| Democràcia Cristiana                                                               | 29                                                                    |                                                                       | 7,07%                                                                 |                                                                       | 106 |     | 25,85% |
| Crida Demòcrata Cristiana (CDA)                                                    | 10                                                                    |                                                                       | 2,44%                                                                 |                                                                       | 106 |     | 25,85% |
| Unió Social Cristiana de Baviera (CSU)                                             | 8                                                                     |                                                                       | 1,95%                                                                 |                                                                       | 106 |     | 25,85% |
| Partit Cristià Popular                                                             | 7                                                                     |                                                                       | 1,71%                                                                 |                                                                       | 106 |     | 25,85% |
| Centre dels Demòcrates Socials (CDS) [en la candidatura de la UDF]                 | 7                                                                     |                                                                       | 1,71%                                                                 |                                                                       | 106 |     | 25,85% |
| Fine Gael (FG)                                                                     | 4                                                                     |                                                                       | 0,98%                                                                 |                                                                       | 106 |     | 25,85% |
| Partit Cristià Social                                                              | 3                                                                     |                                                                       | 0,73%                                                                 |                                                                       | 106 |     | 25,85% |
| Partit Popular Social Cristià (CSV)                                                | 3                                                                     |                                                                       | 0,73%                                                                 |                                                                       | 106 |     | 25,85% |
| Partit Popular del Tirol del Sud                                                   | 1                                                                     |                                                                       | 0,24%                                                                 |                                                                       | 106 |     | 25,85% |
|                                                                                    | Federació de Partits Liberals i Demòcrates a Europa (LDE)             | Federació de Partits Liberals i Demòcrates a Europa (LDE)             | Federació de Partits Liberals i Demòcrates a Europa (LDE)             | Federació de Partits Liberals i Demòcrates a Europa (LDE)             | 34  |     | 8,29%  |
| Partit Republicà (PR) [en la candidatura de la UDF]                                | 8                                                                     |                                                                       | 1,95%                                                                 |                                                                       | 34  |     | 8,29%  |
| Partit Liberal Demòcrata                                                           | 4                                                                     |                                                                       | 0,98%                                                                 |                                                                       | 34  |     | 8,29%  |
| Partit Radical (PRAD) [en la candidatura de la UDF]                                | 4                                                                     |                                                                       | 0,98%                                                                 |                                                                       | 34  |     | 8,29%  |
| Partit Popular per la Llibertat i la Democràcia (VVD)                              | 4                                                                     |                                                                       | 0,98%                                                                 |                                                                       | 34  |     | 8,29%  |
| Esquerra                                                                           | 3                                                                     |                                                                       | 0,73%                                                                 |                                                                       | 34  |     | 8,29%  |
| Partit Liberal Italià                                                              | 3                                                                     |                                                                       | 0,73%                                                                 |                                                                       | 34  |     | 8,29%  |
| Partit de la Llibertat i el Progrès                                                | 2                                                                     |                                                                       | 0,49%                                                                 |                                                                       | 34  |     | 8,29%  |
| Partit Reformista Liberal                                                          | 2                                                                     |                                                                       | 0,49%                                                                 |                                                                       | 34  |     | 8,29%  |
| Partit Reformista Italià                                                           | 2                                                                     |                                                                       | 0,49%                                                                 |                                                                       | 34  |     | 8,29%  |
| Partit Democràtic (DP)                                                             | 2                                                                     |                                                                       | 0,49%                                                                 |                                                                       | 34  |     | 8,29%  |
|                                                                                    | Candidatures sense facció europea                                     | Candidatures sense facció europea                                     | Candidatures sense facció europea                                     | Candidatures sense facció europea                                     | 159 |     | 38,78% |
| Partit Conservador                                                                 | 60                                                                    |                                                                       | 14,63%                                                                |                                                                       | 159 |     | 38,78% |
| Partit Comunista Italià                                                            | 24                                                                    |                                                                       | 5,85%                                                                 |                                                                       | 159 |     | 38,78% |
| Partit Comunista Francès+Partit Comunista Reunionès+UP                             | 19                                                                    |                                                                       | 4,63%                                                                 |                                                                       | 159 |     | 38,78% |
| Reagrupament per la República                                                      | 15                                                                    |                                                                       | 3,67%                                                                 |                                                                       | 159 |     | 38,78% |
| Fianna Fáil (FF)                                                                   | 5                                                                     |                                                                       | 1,22%                                                                 |                                                                       | 159 |     | 38,78% |
| Moviment Popular Contra la UE                                                      | 4                                                                     |                                                                       | 0,98%                                                                 |                                                                       | 159 |     | 38,78% |
| Moviment Social Italià                                                             | 4                                                                     |                                                                       | 0,98%                                                                 |                                                                       | 159 |     | 38,78% |
| Unió per a la Democràcia Francesa (UDF)                                            | 3                                                                     |                                                                       | 0,98%                                                                 |                                                                       | 159 |     | 38,78% |
| Partit Radical                                                                     | 3                                                                     |                                                                       | 0,73%                                                                 |                                                                       | 159 |     | 38,78% |
| Front Democràtic dels Francòfons - Ral·li Való                                     | 2                                                                     |                                                                       | 0,49%                                                                 |                                                                       | 159 |     | 38,78% |
| Partit Popular Conservador                                                         | 2                                                                     |                                                                       | 0,49%                                                                 |                                                                       | 159 |     | 38,78% |
| Partit Radical d'Esquerra [en coalició amb el Partit Socialista]                   | 2                                                                     |                                                                       | 0,49%                                                                 |                                                                       | 159 |     | 38,78% |
| Demòcrates 66 (D66)                                                                | 2                                                                     |                                                                       | 0,49%                                                                 |                                                                       | 159 |     | 38,78% |
| Unió del Poble                                                                     | 1                                                                     |                                                                       | 0,24%                                                                 |                                                                       | 159 |     | 38,78% |
| Demòcrates de Centre                                                               | 1                                                                     |                                                                       | 0,24%                                                                 |                                                                       | 159 |     | 38,78% |
| Partit Popular Socialista                                                          | 1                                                                     |                                                                       | 0,24%                                                                 |                                                                       | 159 |     | 38,78% |
| Partit del Progrés                                                                 | 1                                                                     |                                                                       | 0,24%                                                                 |                                                                       | 159 |     | 38,78% |
| Centre Nacional d'Independents i Agraris [en la candidatura de la UDF]             | 1                                                                     |                                                                       | 0,24%                                                                 |                                                                       | 159 |     | 38,78% |
| Federació Nacional de Clubs Perspectives i Realitats [en la candidatura de la UDF] | 1                                                                     |                                                                       | 0,24%                                                                 |                                                                       | 159 |     | 38,78% |
| Moviment Socialista Democràtic de França [en la candidatura de la UDF]             | 1                                                                     |                                                                       | 0,24%                                                                 |                                                                       | 159 |     | 38,78% |
| Independent Fianna Fáil                                                            | 1                                                                     |                                                                       | 0,24%                                                                 |                                                                       | 159 |     | 38,78% |
| Democràcia Proletària                                                              | 1                                                                     |                                                                       | 0,24%                                                                 |                                                                       | 159 |     | 38,78% |
| Partit d'Unitat Proletària                                                         | 1                                                                     |                                                                       | 0,24%                                                                 |                                                                       | 159 |     | 38,78% |
| Partit Nacional Escocès                                                            | 1                                                                     |                                                                       | 0,24%                                                                 |                                                                       | 159 |     | 38,78% |
| Partit Unionista de l'Ulster                                                       | 1                                                                     |                                                                       | 0,24%                                                                 |                                                                       | 159 |     | 38,78% |
| Partit Unionista Democràtic                                                        | 1                                                                     |                                                                       | 0,24%                                                                 |                                                                       | 159 |     | 38,78% |
| Independent: Thomas Joseph Maher                                                   | 1                                                                     |                                                                       | 0,24%                                                                 |                                                                       | 159 |     | 38,78% |

## Nou parlament
El 17 de juliol es va celebrar la sessió constitutiva de la I legislatura del Parlament Europeu, on el Grup Socialista va ser la principal força amb 112 escons front dels 108 del Grup del Partit Popular Europeu - Grup Demòcrata Cristià. Els conservadors del Regne Unit i Dinmarca van crear el grup del Demòcrates Europeus amb 63 escons, per sobre dels 44 representants comunistes i els 40 liberals.
| Grup polític | Grup polític                                                               | Posició          | Ideologia                                    | Escons    |
| ------------ | -------------------------------------------------------------------------- | ---------------- | -------------------------------------------- | --------- |
|              | Grup Socialista (SOC)                                                      | Centreesquerra   | Socialdemocràcia Socialisme democràtic       | 112 / 410 |
|              | Grup del Partit Popular Europeu - Grup Demòcrata Cristià (PPE)             | Centredreta      | Conservadorisme liberal Democràcia cristiana | 108 / 410 |
|              | Grup dels Demòcrates Europeus (DE)                                         | Dreta            | Conservadorisme                              | 63 / 410  |
|              | Grup Comunista i aliats (COM)                                              | Esquerra         | Marxisme Anticapitalisme                     | 44 / 410  |
|              | Grup Liberal i Democràtic (LD)                                             | Centre           | Liberalisme Socioliberalisme Progressisme    | 40 / 410  |
|              | Grup dels Demòcrates Europeus de Progrés (DEP)                             | Dreta Ultradreta | Conservadorisme nacionalista                 | 22 / 410  |
|              | Grup per a la Coordinació Tècnica i la Defensa dels Grups i Diputats (CDI) | Heterogeni       |                                              | 11 / 410  |
|              | No inscrits (NI)                                                           |                  |                                              | 10 / 410  |

En la mateixa sessió, la liberal francesa Simone Veil va ser elegida presidenta del Parlament Europeu, en segona volta, amb 192 vots a favor, guanyant al socialista italià Mario Zagari i al comunista italià Giorgio Amendola. Els socialistes van obtenir el nombre més gran de llocs a la mesa, malgrat que els grups de dreta van aconseguir 7 posicions enfront de les 6 dels grups d'esquerra.